# 西江粗面介
西江粗面介（学名：Traehyleberis sejongi）为粗面介科粗面介屬下的一个种。